# Oranda

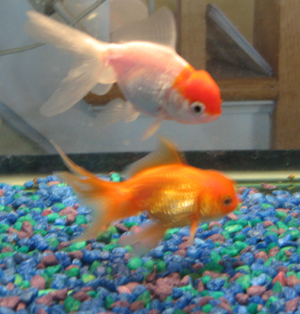
Een roodkapje en een oranje oranda

De oranda (Carassius auratus oranda), ook wel roodkapje genaamd, is een goudvis. De soort werd in 1893 voor het eerst geregistreerd. "Oranda" (オランダ) betekent "Holland" in het Japans.

## Uiterlijk
De oranda heeft een verdikking op de kop (wen), heeft een dubbele staartvin en kan in rood, oranje, geel, zwart, wit en in kleurencombinatie voorkomen. Door deze onregelmatig gevormde wen zijn ze gevoelig voor schimmelziektes en bacteriën die zich op deze plaats op het lichaam kunnen gaan nestelen, zuiver water is daarom van groot belang.
De oranda heeft een sluierstaart en een korte ruggengraat, waardoor hij niet snel zwemt. Het lichaam is bolvormig. Door zijn bolle vorm heeft de oranda soms moeite om zijn evenwicht te behouden.
De oranda kan tot 30 cm groot worden.